# Richard Wagamese
Richard Wagamese (14 octobre 1955 - 10 mars 2017) est un écrivain et journaliste ojibwé de nationalité canadienne.
Né en 1955 en Ontario, il a exercé dans différents domaines dont le journalisme et la production pour la radio et la télévision.
Il est auteur de 13 livres traduits en anglais pour différents éditeurs du Canada anglophone.
Appartenant à la nation Ojibwés, il est le premier Autochtone d'Amérique à gagner un prix national en tant que journaliste et  également lauréat du Conseil Canadien des Arts (prix 1993).

## Œuvres
- Richard Wagamese (trad. de l'anglais par Christine Raguet), Les Étoiles s'éteignent à l'aube [« Medicine Walk »] (roman), Chêne-Bourg, Éditions Zoé, avril 2016, 288 p., 14 × 21 cm, couverture couleur, broché (ISBN 978-2889273300, présentation en ligne).
- Richard Wagamese (trad. de l'anglais par Christine Raguet), Jeu blanc [« Indian Horse »] (roman), Chêne-Bourg, Éditions Zoé, septembre 2017, 256 p., 14 × 21 cm, couverture couleur, broché (ISBN 978-2-88927-460-4, présentation en ligne).
- Richard Wagamese (trad. de l'anglais par Christine Raguet), Starlight (roman), Chêne-Bourg, Éditions Zoé, août 2019, 272 p., 14 × 21 cm, couverture couleur, broché (ISBN 978-2-88927-697-4, présentation en ligne).